# Ante Crnica
Fra Ante Crnica (Zaton, 28. lipnja 1892. – Zagreb, 24. lipnja 1969.) bio je hrvatski svećenik iz reda franjevaca i poznati hrvatski poznavatelj kanonskog prava. Pripadao je Franjevačkoj provinciji Presvetog Otkupitelja. Doktorirao je teologiju, crkveno i civilno pravo. Bio je poliglotom. Promicao je kult Nikole Tavelića, na čijoj je vicepostulaturi radio, pa je o njemu napisao tisuće stranica. 
Da bi ubrzao i potakao crkvene vlasti na kanonizaciju Nikole Tavelića, napravio je presedan u povijesti Katoličke Crkve: skupio je vjerničke potpise da bi se kanoniziralo Tavelića, njih gotovo milijun.
Širio je slavu Gospe od Zdravlja, pisao je o njoj (djelo Naša Gospa od Zdravlja i njezina slava ima preko 700 str.) i poticao umjetnike neka ju oslikavaju.
U crkvenim se knjigama fra Antu Crnicu može naći pod imenom Antonio Crnica.

## Životopis
Rodio se u Zatonu 1892. godine. U rodnom mjestu je išao u osnovnu školu. Franjevačku je gimnaziju pohađao u Sinju. 1909. se je godine na Visovcu zaredio u franjevački red. U Šibeniku i Zaostrogu je studirao filozofiju. Potom je išao u Makarsku, gdje je studirao teologiju, koju je završio u švicarskom Fribourgu, gdje je proveo ratne godine. Ondje je studirao crkveno i civilno pravo te doktorirao teologiju 1917. a 1918. crkveno pravo i civilno pravo.
Nakon što je završio studij, radio je među Hrvatima u Belgiji kao misionar. Krajem rata vratio se u Makarsku gdje je na visokoj franjevačkoj bogosloviji predavao crkveno pravo do 1928. godine. Potom je otišao u Šibenik gdje je utemeljio i vodio tiskaru Kačić. 1931. je pokrenuo i uređivao splitski list Gospa od Zdravlja. 1934. se opet vratio predavati u Makarsku gdje je ostao sve do 1943. godine. U Makarskoj je bio uređivao časopis makarske bogoslovije Novu reviju.  Nakon rata je 1946. otišao u Zagreb predavati crkveno pravo.
1937. godine je postao rektorom u Makarskoj na Franjevačkoj visokoj Bogosloviji. Za istu je ustanovu izradio Statut i reorganizirao nastavu, pretvorivši ju u filozofsko-teološki studij, čime je poslije postala uzorom ostalim bogoslovskim ustanovama Crkve u Hrvata. Iste je godine pokrenuo Bogoslovnu biblioteku.
1958. se je angažirao na kanonizaciji Nikole Tavelića. U tom je pravcu 1961. godine pokrenuo i uređivao list Vjesnik bl. Nikole Tavelića.
Natuknicu o njemu u Hrvatskoj enciklopediji napisao je fra Leonard Bajić.

## Djela
Bitan je kao prevoditelj važnijih kanona Katoličke Crkve. Mnoge je preveo i objavio u knjizi Kanonsko pravo Katoličke Crkve. U ostalim djelima kanone nije preveo nego bi se više moglo reći da ih je prepričao. Surađivao je na Hrvatskoj enciklopediji.
Pisao je za glasilo Gospu Sinjsku i za časopis Novu reviju. 
Poznata su mu ova djela:
- Kanonsko pravo Katoličke Crkve, I, Split, 1937.
- Naša Gospa od Zdravlja i njezina slava: Kritički prikaz štovanja čudotvorne Gospe od Zdravlja, Njezina svetišta i samostana u Splitu na Dobromu, Šibenik, 1939.
- Kanonsko pravo Katoličke Crkve sv. 2, Osobno i stvarno pravo, Šibenik, 1941.
- Kanonsko pravo Katoličke Crkve 2/1. Hijerarhija Katoličke Crkve, Šibenik, 1941.
- Kanonsko pravo Katoličke Crkve 2/2. Redovničko i laičko pravo, Šibenik, 1941.
- Bl. Nikola Tavelić : dika i ponos hrvatskog naroda, 1944.
- Priručnik kanonskog prava Katoličke Crkve, Zagreb, 1945.
- U rukopisu je ostao rad Bilješke iz prošlosti gospe Žalosne u Hrvatcima.[9]
- B. Nicolai Tavelić : historico - iuridica dilucidatio, Rim, 1958.
- B. Nicolaus Tavelić / Antonio Crnica. - Šibenik: Vice - Postulatura Bl. Nikole Tavelića, 1965.